# Rousham House

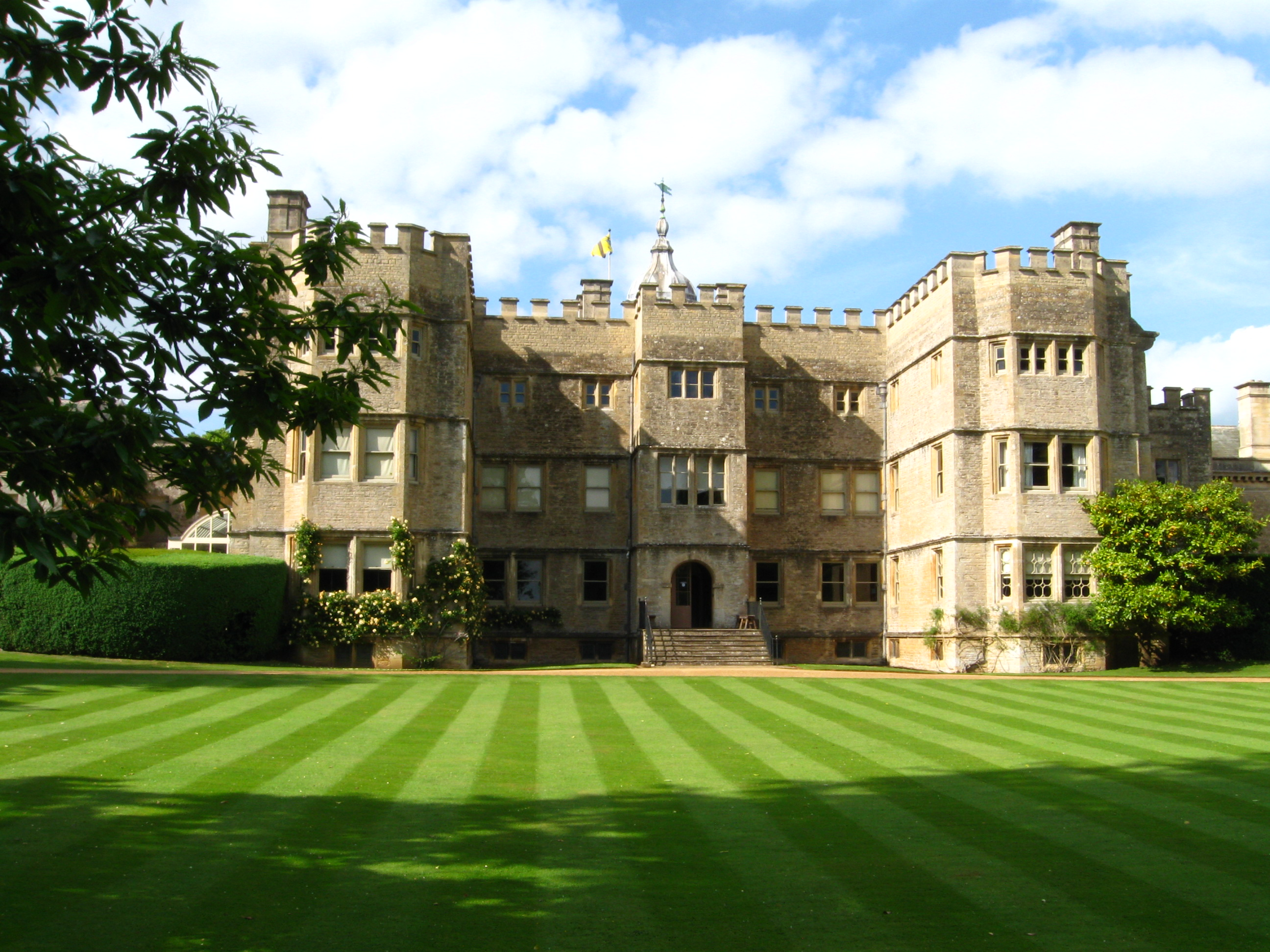

Rousham House je venkovský dům v Rousham v Oxfordshire v Anglii. Dům je ve vlastnictví stejné rodiny. Byl postaven kolem 1635 a přestavěn Williamem Kentem v 18. století, volně podle gotického slohu. Další úpravy byly provedeny v 19. století.
Plukovník Robert Cottrell – Dormer ,vnuk stavitele domu, zdědil Rousham a zahájil v roce 1719 úpravy zahrad do dnešní podoby. Zpočátku zaměstnal K. Bridgemana aby upravil zahrady v novém přírodním stylu (anglický park), který byla stále populární. Bridgemanova úprava zahrady byla dokončena kolem roku 1737. Rousham zdědil plukovníkův bratr, generál James Cottrell – Dormer. Pozval Williama Kenta, aby zlepšil a rozvíjel zahradu dále. To Kent udělal se značným úspěchem v příštích čtyřech letech. V roce 1741 zdědil panství Sir Clement Cotterell. V této době Kent vyzdobil i samotný dům, cimbuřím a dvěma křídly.

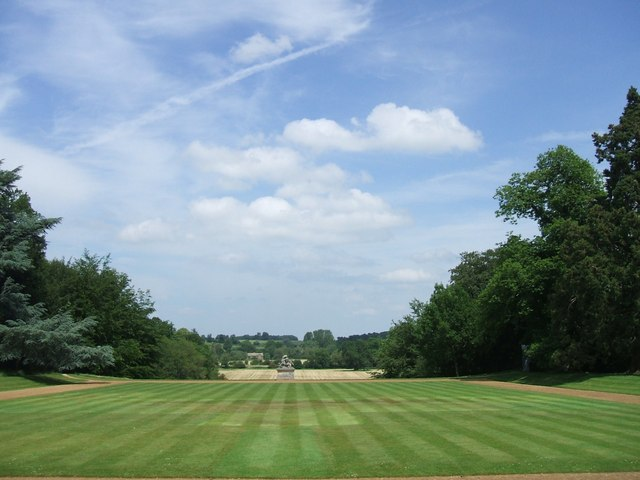

Zahrady, vytvořené Bridgemanem a upravené Kentem, nabízí výhled na ohyb řeky Cherwell. Spojnice (strouhy) vedou v parku vodu od jedné nádrže k druhé. Bridgeman založil úpravu zahrady s meandrujícím chodníkem lesem a nádržemi různého stupně architektonické úpravy. Kent změnil krajinu vytvořenou Bridgemanem na úpravu připomínající atmosféru slávy starého Říma. Takto měla být Forum Romanum obnovena v zeleni anglické krajiny. "Zahrada je Daphne v malém," řekl Walpole řekl George Montaguovi:" nejsladší malé háje, potoky, paseky, sloupoví, kaskády, a řeka, si lze představit; všechny scény jsou naprosto klasické."

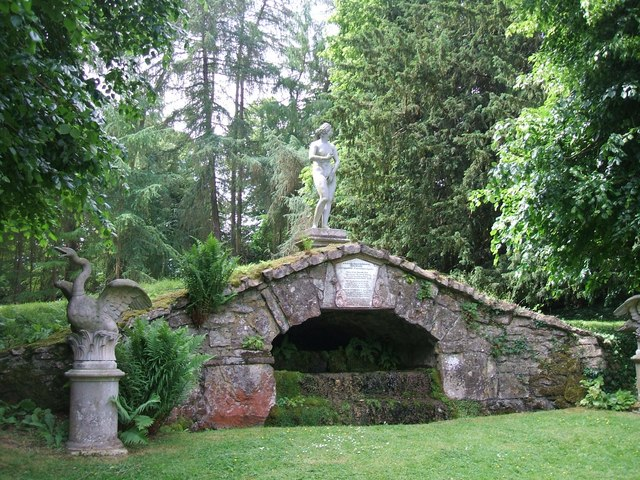
Napodobenina historického mostu, 'eyecatcher'.

Wiliamu Kentovi se úpravou zahrady a starobylého sídla spojit ekonomické a estetické kvality s krásou volné krajiny a vystihnout génia loci tohoto místa. 

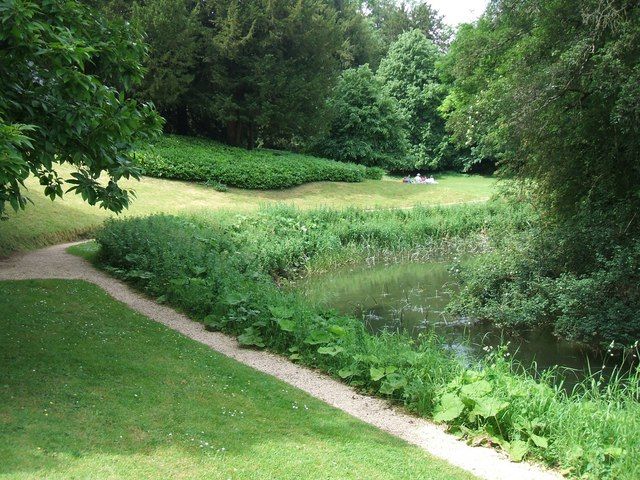
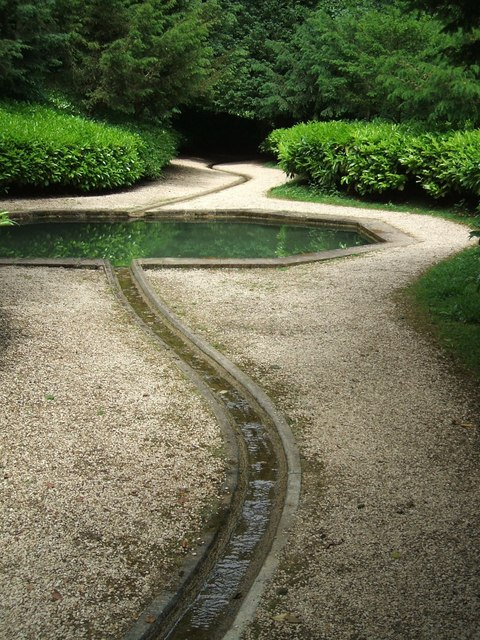
Strouha spojující nádrže.
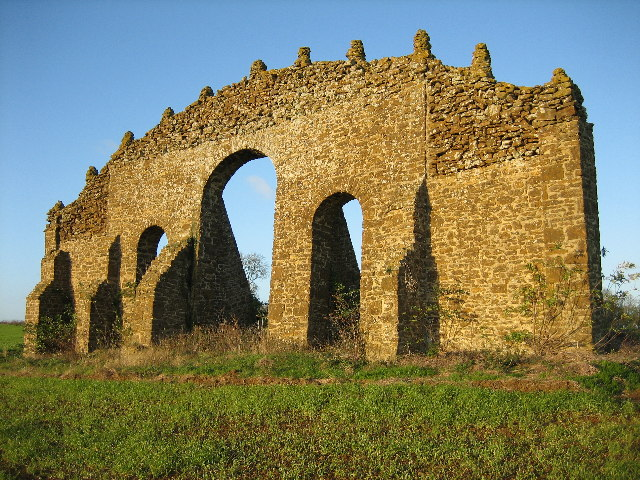
Napodobenina zbytku historické budovy, 'eyecatcher'.
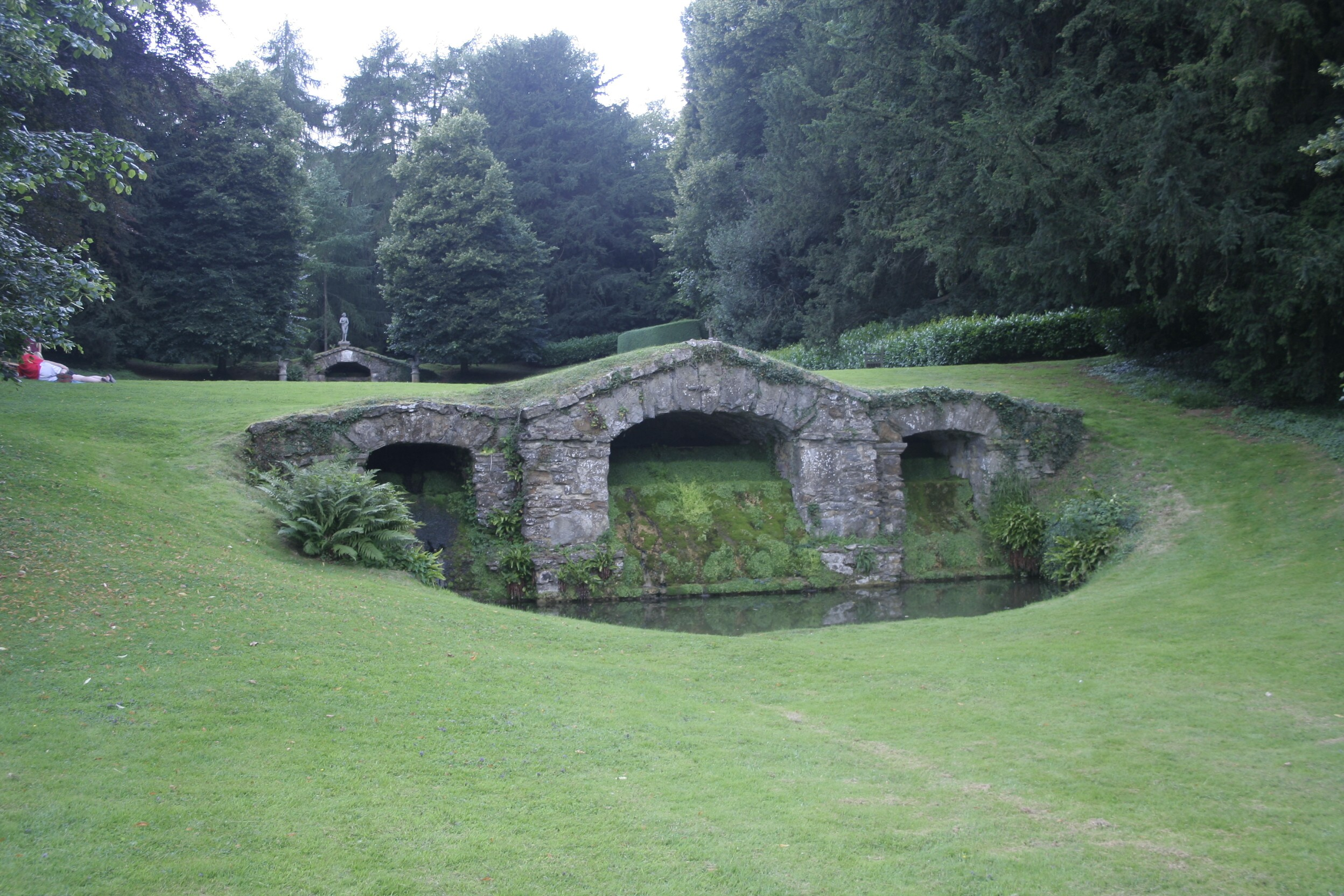
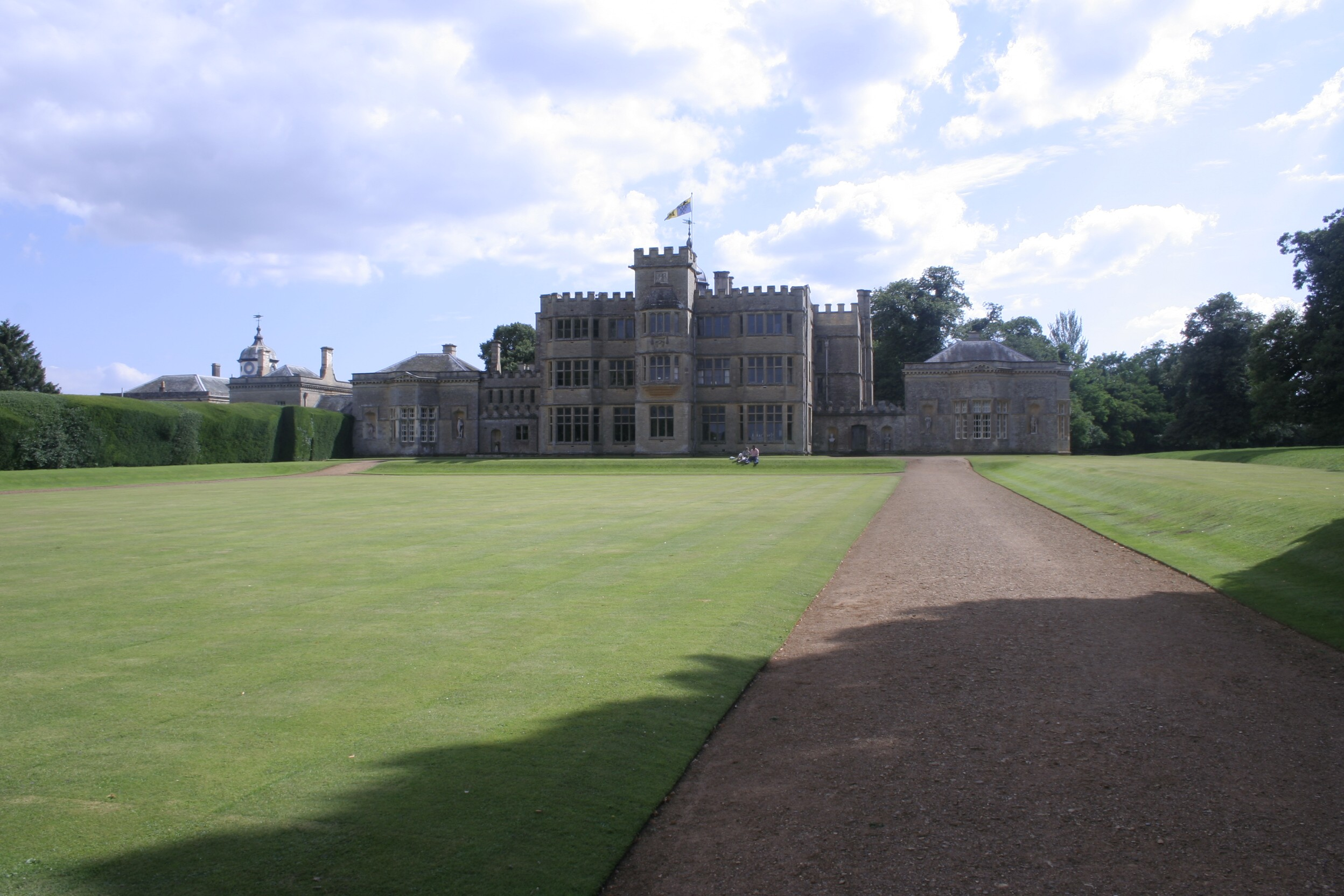
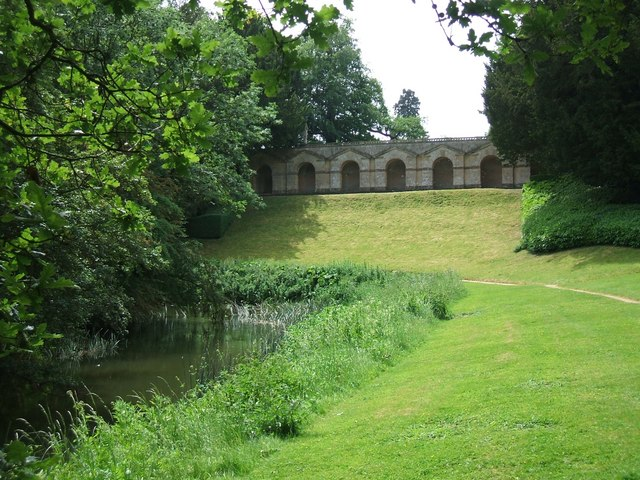